# Ho fatto bene
Ho fatto bene è un singolo del rapper italiano Nitro, pubblicato il 23 marzo 2018 come secondo estratto dal terzo album in studio No Comment.

## Classifiche
| Classifica (2018) | Posizione massima |
| ----------------- | ----------------- |
| Italia            | 33                |